# Émeraude de Gachalá
L’émeraude de Gachala est une émeraude non taillée de 858 carats (172 g). Elle fut découverte en 1967 dans la mine de Vega de San Juan en Colombie et est nommée en référence à Gachalá, district où elle fut découverte. 
À présent aux États-Unis, elle fut donnée à la Smithsonian Institution par le joaillier new-yorkais Harry Winston.